# Жељка Милановић
Жељка Милановић (Београд, 1965) српски је диригент. Завршила је београдски Факултет музичке уметности код професора Станка Шепића 1988. године, а на истом факултету је и магистрирала 2000. године.
Члан је Удружења музичких уметника Србије.
Лауреат је 20. натјецања музичких умјетника Југославије одржаног у Загребу 1986. године. Наступала је са оркестром Београдске филхармоније и Симфонијским оркестром РТС-а. У Опери Народног позоришта делује од 1988, а као диригент од 1991.
Од јануара 1995. године је стални диригент Опере Српског народног позоришта где је дириговала следећим репертоаром: „Трубадур” (Верди), „Набуко” (Верди), „Риголето” (Верди), „Кавалерија Рустикана” (Маскањи), „Фауст” (Гуно), „Мајска ноћ” (Римски-Корсаков), „Кармен” (Бизе), „Мадам Батерфлај”, „Тоска” и „Боеми” (Пучини), „Служавка господарица” (Перголези), „Моцарт и Салијери” (Римски-Корсаков), „Васкрсење” (Алфано), „Катерина Измајлова” (Шостакович), „Сутон” (Христић), „Еро с онога свијета” (Готовац), „Слепи миш” (Штраус), „Ромео и Јулија” (Прокофјев), „Лабудово језеро” (Чајковски) као и музичким игроказом „Код Феме на балу”.
Са Опером СНП-а је наступала широм Србије, на БЕМУС-у 1995, као и у Центру Сава 2003. и 2004.